# 岩舟町
岩舟町（いわふねまち）は、栃木県下都賀郡に属していた町。2014年（平成26年）4月5日に栃木市に編入合併された（2013年8月23日告示）。編入前の栃木市（西方地域を除く）への通勤率は20.4%、佐野市への通勤率は17.5%（いずれも平成22年国勢調査）。
2024年（令和6年）現在、編入合併によって消滅した最後の市町村となっている。(単独市制を含むと福岡県筑紫郡那珂川町)

## 地理

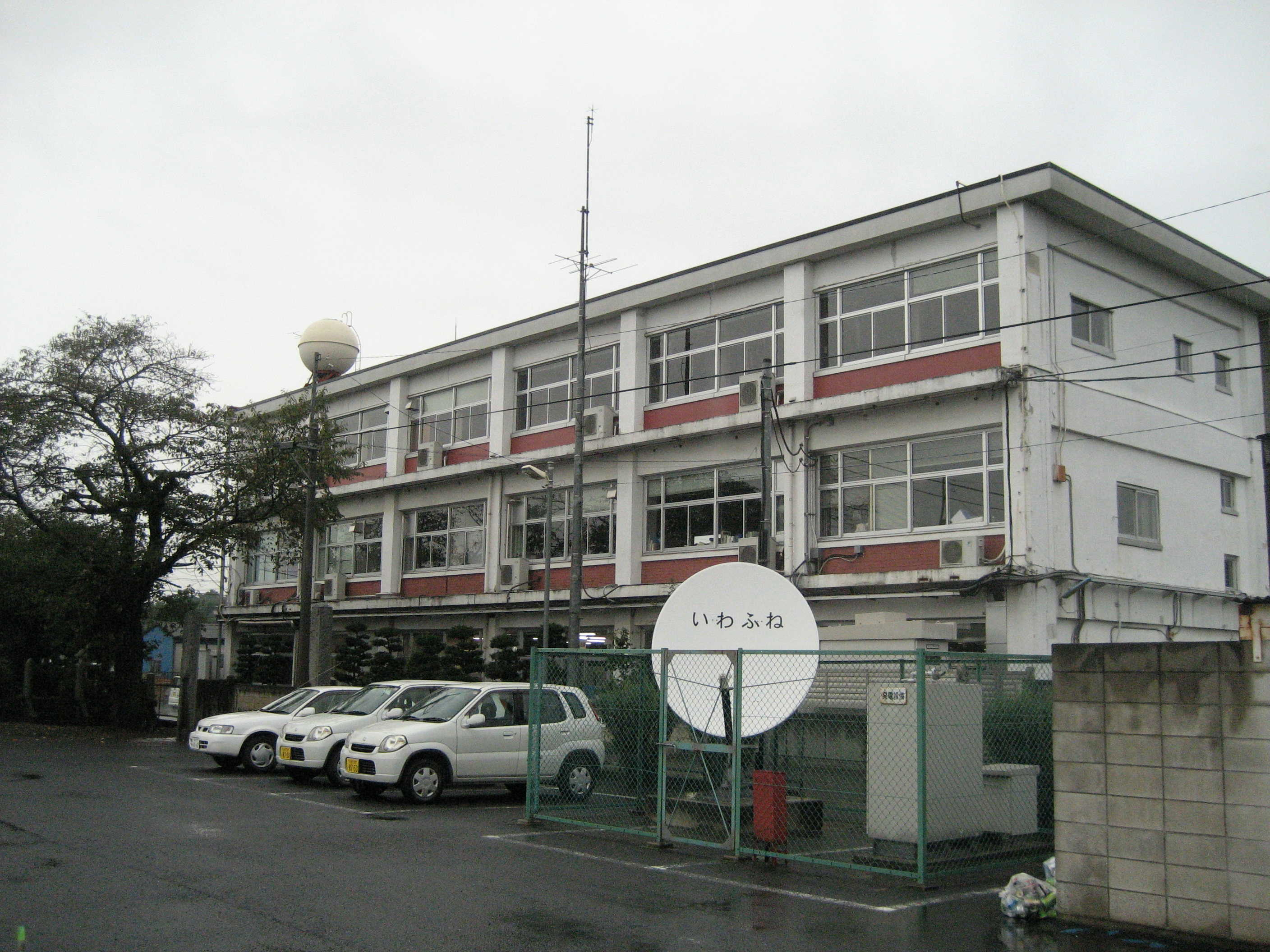
岩舟町役場庁舎南側を撮影（この庁舎は解体され残っていない）

足尾山地の最南端・岩船山周辺に広がる町。

## 歴史

### 沿革
- 1889年（明治22年）4月1日 - 町村制の施行により、畳岡村・下津原村・静村・鷲巣村の区域をもって岩舟村が発足。
- 1956年（昭和31年）9月30日 - 岩舟村が小野寺村・静和村と合併し、改めて岩舟村が発足。
- 1962年（昭和37年）4月1日 - 岩舟村が町制施行して岩舟町となる。
- 1990年（平成02年）6月1日 - 藤岡町と境界変更。
- 1992年（平成04年）7月1日 - 大平町と境界変更。
- 1994年（平成06年）12月1日 - 大平町と境界変更。
- 2014年（平成26年）4月5日 - 栃木市に編入。同日岩舟町廃止。旧町域は栃木市岩舟地域となる[1]。

### 町域の変遷
| 岩舟町域の変遷 | 岩舟町域の変遷 | 岩舟町域の変遷                   | 岩舟町域の変遷                  | 岩舟町域の変遷                      | 岩舟町域の変遷             |
| 明治時代以前   | 明治時代以前   | 明治時代 - 現在                  | 明治時代 - 現在                 | 明治時代 - 現在                     | 明治時代 - 現在            |
| -------------- | -------------- | -------------------------------- | ------------------------------- | ----------------------------------- | -------------------------- |
| 下 都 賀 郡    | 和泉村         | 明治22年4月1日 下都賀郡 静和村   | 昭和31年9月30日 下都賀郡 岩舟村 | 昭和37年4月1日 町制 下都賀郡 岩舟町 | 平成26年4月5日 編入 栃木市 |
| 下 都 賀 郡    | 三和村         | 明治22年4月1日 下都賀郡 静和村   | 昭和31年9月30日 下都賀郡 岩舟村 | 昭和37年4月1日 町制 下都賀郡 岩舟町 | 平成26年4月5日 編入 栃木市 |
| 下 都 賀 郡    | 静戸村         | 明治22年4月1日 下都賀郡 静和村   | 昭和31年9月30日 下都賀郡 岩舟村 | 昭和37年4月1日 町制 下都賀郡 岩舟町 | 平成26年4月5日 編入 栃木市 |
| 下 都 賀 郡    | 五十畑村       | 明治22年4月1日 下都賀郡 静和村   | 昭和31年9月30日 下都賀郡 岩舟村 | 昭和37年4月1日 町制 下都賀郡 岩舟町 | 平成26年4月5日 編入 栃木市 |
| 下 都 賀 郡    | 曲ケ島村       | 明治22年4月1日 下都賀郡 静和村   | 昭和31年9月30日 下都賀郡 岩舟村 | 昭和37年4月1日 町制 下都賀郡 岩舟町 | 平成26年4月5日 編入 栃木市 |
| 下 都 賀 郡    | 静村           | 明治22年4月1日 下都賀郡 岩舟村   | 昭和31年9月30日 下都賀郡 岩舟村 | 昭和37年4月1日 町制 下都賀郡 岩舟町 | 平成26年4月5日 編入 栃木市 |
| 下 都 賀 郡    | 鷲巣村         | 明治22年4月1日 下都賀郡 岩舟村   | 昭和31年9月30日 下都賀郡 岩舟村 | 昭和37年4月1日 町制 下都賀郡 岩舟町 | 平成26年4月5日 編入 栃木市 |
| 下 都 賀 郡    | 畳岡村         | 明治22年4月1日 下都賀郡 岩舟村   | 昭和31年9月30日 下都賀郡 岩舟村 | 昭和37年4月1日 町制 下都賀郡 岩舟町 | 平成26年4月5日 編入 栃木市 |
| 下 都 賀 郡    | 下津原村       | 明治22年4月1日 下都賀郡 岩舟村   | 昭和31年9月30日 下都賀郡 岩舟村 | 昭和37年4月1日 町制 下都賀郡 岩舟町 | 平成26年4月5日 編入 栃木市 |
| 下 都 賀 郡    | 小野寺村       | 明治22年4月1日 下都賀郡 小野寺村 | 昭和31年9月30日 下都賀郡 岩舟村 | 昭和37年4月1日 町制 下都賀郡 岩舟町 | 平成26年4月5日 編入 栃木市 |
| 下 都 賀 郡    | 古江村         | 明治22年4月1日 下都賀郡 小野寺村 | 昭和31年9月30日 下都賀郡 岩舟村 | 昭和37年4月1日 町制 下都賀郡 岩舟町 | 平成26年4月5日 編入 栃木市 |
| 下 都 賀 郡    | 上岡村         | 明治22年4月1日 下都賀郡 小野寺村 | 昭和31年9月30日 下都賀郡 岩舟村 | 昭和37年4月1日 町制 下都賀郡 岩舟町 | 平成26年4月5日 編入 栃木市 |
| 下 都 賀 郡    | 下岡村         | 明治22年4月1日 下都賀郡 小野寺村 | 昭和31年9月30日 下都賀郡 岩舟村 | 昭和37年4月1日 町制 下都賀郡 岩舟町 | 平成26年4月5日 編入 栃木市 |
| 下 都 賀 郡    | 三谷村         | 明治22年4月1日 下都賀郡 小野寺村 | 昭和31年9月30日 下都賀郡 岩舟村 | 昭和37年4月1日 町制 下都賀郡 岩舟町 | 平成26年4月5日 編入 栃木市 |
| 下 都 賀 郡    | 新里村         | 明治22年4月1日 下都賀郡 小野寺村 | 昭和31年9月30日 下都賀郡 岩舟村 | 昭和37年4月1日 町制 下都賀郡 岩舟町 | 平成26年4月5日 編入 栃木市 |

### 栃木市編入までの沿革
2014年の栃木市への編入が決定するまで長期にわたる紆余曲折があった。
- 2003年
  - 5月1日 - 大平町、岩舟町、藤岡町の3町による「大平町・岩舟町・藤岡町合併協議会」が設置される[2]。
  - 9月29日 - 合併協議会にて合併期日、合併方式が2005年1月1日を目途に、新設合併での合併に決定される[3]。
- 2004年
  - 1月21日 - 合併による新市名称が「みかも市」に決定される[4]。
  - 3月30日 - 新市庁舎の位置などをめぐり調整がつかず合併を断念、同年4月30日に合併協議会が廃止されることが決まる[5][6]。
- 2007年
  - 7月9日 - 栃木地区1市5町（栃木市、大平町、岩舟町、藤岡町、都賀町、西方町）での合併へ向けた栃木地区広域行政圏首長懇談会が設置される。
  - 11月13日 - 県市町村合併推進審議会において栃木地区1市5町での合併、および栃木地区1市5町に小山地区1市1町（小山市、野木町）を加えた2市6町での合併の2案を併記し、このうち栃木地区1市5町での合併を先行させる答申が決定される[7]。
- 2008年
  - 7月27日 - 合併先を問う住民投票が行われ、「栃木地区1市5町での合併」を「佐野市との1市1町での合併」が上回る[8]。この結果を受け、合併協議が進められていた栃木地区1市5町での合併構想から離脱。また、栃木地区1市5町での合併を推進していた栃木実町長は辞職の意向を表明。
  - 9月9日 - 町長選挙で針谷育造が無投票当選。
  - 12月22日 - 佐野市、岩舟町の1市1町による「佐野市・岩舟町合併協議会」が設置される。
- 2009年
  - 3月19日 - 合併方式などをめぐり調整がつかず、合併協議会が休止される。
  - 8月9日 - 当面の間の自立を推進していた針谷町長の解職請求（リコール）の是非を問う住民投票が行われる。賛成票が有効投票の過半数を占めたため、針谷町長の失職が決定した[9]。
  - 9月27日 - 任期満了に伴う町議会議員選挙とリコール成立に伴う町長選挙が行われ、町長に佐野市との合併を主張する茂呂幸司が当選[10]。
- 2010年
  - 2月17日 - 佐野市・岩舟町合併協議会が再開される。
  - 3月29日 - 栃木市（旧）、大平町、藤岡町、都賀町の新設合併により栃木市（新）が発足。
  - 9月3日 - 栃木市議会で、栃木市・岩舟町合併協議会設置議案が可決される[11]。
  - 9月24日 - 岩舟町議会で、栃木市・岩舟町合併協議会設置議案が否決される[11]。
- 2011年
  - 1月23日 - 栃木市との合併協議会設置の是非を問う住民投票が行われ、賛成5,963票、反対4,843により栃木市との間に合併協議会の設置を決定[12][13]。
  - 4月8日 - 栃木市、岩舟町の1市1町による「栃木市・岩舟町合併協議会」が設置される。
  - 8月28日 - 住民に合併についての意思を問う住民投票が行われる。投票は3択で行われ、「栃木市と合併する」が6,485票、「佐野市と合併する」が5,037票、「合併しない」が280票となる。この投票結果を受けて茂呂町長は佐野市との合併協議会を廃止することを表明し、あわせて町長辞任を示唆[14][15]。
  - 8月30日 - 栃木市との合併を主張する住民団体「岩舟町を考える会」は茂呂町長の解職請求の是非を問う住民投票の実施のための署名簿を町選挙管理委員会に提出。署名簿の署名数は5,645人分で本請求に必要な5,111人（6月2日時点の有権者15,333人の3分の1）を上回っている[16]。
  - 9月21日 - 佐野市との合併協議会において茂呂町長からの合併協議会廃止の申し入れが報告され、議会の議決を経て同年10月31日付で合併協議会の廃止が決定[17]。
  - 9月22日 - 町議会で茂呂町長は進退について議員から質問され、町長は引責辞任せずに栃木市との合併を進める考えを表明[18]。
  - 10月17日 - 住民団体「岩舟町を考える会」が町選挙管理委員会に提出した茂呂町長の解職請求の是非を問う住民投票の実施のための署名簿について、審査の結果、5,278人分の署名が有効と認められたため、同会は町選管に町長に対する解職請求を本請求し、町選管は同日付で請求を受理[19][20]。
  - 10月31日 - 佐野市・岩舟町合併協議会が廃止される。
  - 11月1日 - 佐野市との合併協議会が廃止されたことを受け、茂呂町長が町議会議長に辞職願を提出[21]。
  - 11月21日 - 茂呂町長が同日付で辞職したため、同年12月11日予定の町長の解職請求の是非を問う住民投票は行われないことが決まった[22]。
  - 12月20日 - 町長選挙と町議会議員補欠選挙（欠員1）が告示され、町長選は住民団体「岩舟町を考える会」副会長の市村隆、町議補選は同会幹事の鈴木孝雄の他に立候補の届け出がなく、両名の無投票での初当選が決まった[23]。
- 2013年
  - 2月14日 - 栃木市との間で合併協定が調印される[24]。
  - 2月25日 - 栃木・岩舟両市町の議会にて合併関連議案が全会一致で可決される[25]。
  - 3月27日 - 福田富一知事に合併申請書を提出[26]。
- 2014年
  - 4月5日 - 栃木市に編入[1]。2005年1月から約10年間で計14回に及んだ栃木県における『平成の大合併』の最後を締め括る形となった[27]。同時に岩舟町は、2024年8月末時点で日本国内において市町村合併により消滅した最後の自治体ともなっている。

#### 栃木市との合併（法定）
- 2009-2011年 - 下都賀郡岩舟町において栃木市との合併を求め、栃木市との合併協議会設置を求める住民投票を実施。
- 2011年
  - 1月23日 - 栃木市・岩舟町合併協議会の設置を求める住民投票において賛成票が反対票を上回る。
  - 4月8日 - 栃木市・岩舟町合併協議会設置
  - 5月13日 - 第1回合併協議会開催
  - 7月7日 - 第2回合併協議会開催
  - 10月21日 - 第3回合併協議会開催
- 2012年
  - 2月17日 - 第4回合併協議会開催
  - 5月23日 - 第5回合併協議会開催
  - 7月20日 - 第6回合併協議会開催

##### 合併協議　基本決定事項
- 合併期日：2014年（平成26年）4月5日
- 合併方式：編入合併
- 新市名称：栃木市
- 地域自治区：新たに「岩舟町」を追加
- 市議会議員：定数4（合併時のみ岩舟地区に選挙区を設置）

合併後の新市のすがた
- 合併時点の人口：16万4024人　-県内では足利市を抜き県下第3位の人口となった[1]。
- 面積：331.57m2

編入後は地域自治区「岩舟町」が新設された。

## 人口
平成22年時点のデータを示す。
| |                                            |  |
| 岩舟町と全国の年齢別人口分布（2005年時点） | 岩舟町の年齢・男女別人口分布（2005年時点） |  |
| 岩舟町の人口の推移 |                                            |  |
| \| 1970年（昭和45年） \| 16,042人 \| \| \| 1975年（昭和50年） \| 17,410人 \| \| \| 1980年（昭和55年） \| 18,083人 \| \| \| 1985年（昭和60年） \| 18,599人 \| \| \| 1990年（平成2年） \| 19,432人 \| \| \| 1995年（平成7年） \| 19,748人 \| \| \| 2000年（平成12年） \| 19,525人 \| \| \| 2005年（平成17年） \| 19,011人 \| \| \| 2010年（平成22年） \| 18,241人 \| \| |                                            |  |
| 総務省統計局 国勢調査より |                                            |  |
| 1970年（昭和45年） | 16,042人                                   |  |
| 1975年（昭和50年） | 17,410人                                   |  |
| 1980年（昭和55年） | 18,083人                                   |  |
| 1985年（昭和60年） | 18,599人                                   |  |
| 1990年（平成2年） | 19,432人                                   |  |
| 1995年（平成7年） | 19,748人                                   |  |
| 2000年（平成12年） | 19,525人                                   |  |
| 2005年（平成17年） | 19,011人                                   |  |
| 2010年（平成22年） | 18,241人                                   |  |

### 15歳以上就業者について
当地に常住する15歳以上就業者は9,280人。うち他市区町村で従業している者は5,556人と、全体の59.9%である。他市区町村への従業先1位は栃木市（旧上都賀郡西方町を除く）の1,889人、2位は佐野市の1,626人、3位は小山市の586人、4位は足利市の251人、5位は宇都宮市の149人。
※平成22年国勢調査による

## 行政
- （旧）岩舟村長

| 代 | 氏名       | 就任                   | 退任                   | 備考 |
| -- | ---------- | ---------------------- | ---------------------- | ---- |
| 1  | 新井栄蔵   | 1889年（明治22年）5月  | 1893年（明治26年）5月  |      |
| 2  | 鈴木竹蔵   | 1893年（明治26年）5月  | 1894年（明治27年）4月  |      |
| 3  | 富山駒吉   | 1894年（明治27年）4月  | 1896年（明治29年）12月 |      |
| 4  | 小島孫助   | 1896年（明治29年）12月 | 1897年（明治30年）12月 |      |
| 5  | 荻原団蔵   | 1897年（明治30年）12月 | 1898年（明治31年）4月  |      |
| 6  | 小林要之助 | 1898年（明治31年）4月  | 1922年（大正11年）2月  |      |
| 7  | 荻原甲造   | 1922年（大正11年）2月  | 1930年（昭和5年）3月   |      |
| 8  | 小林要之助 | 1930年（昭和5年）3月   | 1936年（昭和11年）6月  |      |
| 9  | 永島光三郎 | 1936年（昭和11年）6月  | 1938年（昭和13年）11月 |      |
| 10 | 荻原甲造   | 1938年（昭和13年）11月 | 1939年（昭和14年）8月  |      |
| 11 | 石川光士   | 1939年（昭和14年）10月 | 1945年（昭和20年）12月 |      |
| 12 | 高岩林吉   | 1946年（昭和21年）2月  | 1946年（昭和21年）12月 |      |
| 13 | 旭岡義俊   | 1947年（昭和22年）4月  | 1951年（昭和26年）4月  |      |
| 14 | 高岩林吉   | 1951年（昭和26年）4月  | 1956年（昭和31年）9月  |      |

- （新）岩舟村長

| 代 | 氏名     | 就任                       | 退任                       | 備考         |
| -- | -------- | -------------------------- | -------------------------- | ------------ |
| 1  | 相良行一 | 1956年（昭和31年）11月11日 | 1960年（昭和35年）11月10日 |              |
| 2  | 寺内正   | 1960年（昭和35年）11月11日 | 1962年（昭和37年）3月31日  | 元小野寺村長 |

- 岩舟町長

| 代 | 氏名     | 就任                       | 退任                       | 備考                           |
| -- | -------- | -------------------------- | -------------------------- | ------------------------------ |
| 1  | 寺内正   | 1962年（昭和37年）4月1日   | 1964年（昭和39年）11月10日 | （新）岩舟村長から引き続き着任 |
| 2  | 森田正義 | 1964年（昭和39年）11月11日 | 1980年（昭和55年）11月10日 | 元衆議院議員                   |
| 3  | 渡辺芳美 | 1980年（昭和55年）11月11日 | 2000年（平成12年）11月10日 |                                |
| 4  | 栃木実   | 2000年（平成12年）11月11日 | 2008年（平成20年）8月15日  |                                |
| 5  | 針谷育造 | 2008年（平成20年）9月14日  | 2009年（平成21年）8月9日   |                                |
| 6  | 茂呂幸司 | 2009年（平成21年）9月27日  | 2011年（平成23年）11月21日 |                                |
| 7  | 市村隆   | 2011年（平成23年）12月25日 | 2014年（平成26年）4月4日   |                                |

出典:『栃木県町村合併誌 第五巻』, p. 262、『栃木県町村会七十年史』, p. 496-497

### 広域行政
- 栃木地区広域行政事務組合 - 栃木市、下都賀郡岩舟町の1市1町により設置されていた事務組合。

### 警察
- 栃木警察署管内
  - 和泉駐在所
  - 静駐在所
  - 下津原駐在所
  - 小野寺駐在所

### 消防
- 佐野地区広域消防組合消防本部佐野消防署東分署
  - 栃木市への編入合併に伴い合併に先行して消防事務の管轄が佐野地区広域消防組合から栃木市消防本部に変更され、2014年4月1日に佐野消防署東分署は栃木市消防署岩舟分署へ名称変更した。

## 地域

### 町名一覧
現在は「下都賀郡岩舟町大字○○」から「栃木市岩舟町○○」に変更されている。

#### 岩舟地区
- 大字静（しずか）
- 大字下津原（しもつばら）
- 大字畳岡（たたみおか）
- 大字鷲巣（わしのす）

#### 静和地区
- 大字五十畑（いかばた）
- 大字和泉（いずみ）
- 大字静戸（しずこ）
- 大字静和（しずわ）
- 大字曲ケ島（まがのしま）

#### 小野寺地区
- 大字小野寺（おのでら）
- 大字上岡（かみおか）
- 大字下岡（しもおか）
- 大字新里（にっさと）
- 大字古江（ふるえ）
- 大字三谷（みや）

### 教育
- 栃木県立栃木農業高等学校 岩舟農場

#### 中学校
- 岩舟町立岩舟中学校

#### 小学校
- 岩舟町立岩舟小学校
- 岩舟町立静和小学校
- 岩舟町立小野寺南小学校
- 岩舟町立小野寺北小学校

### 郵便
郵便番号は「329-43xx」が該当する。集配局は町内全域が岩舟郵便局の管轄となる。

#### 郵便局
- 岩舟郵便局 (07057)
- 岩舟新里郵便局 (07166)
- 岩舟静和郵便局 (07224)
- 宮の下簡易郵便局 (07717)

### 電話番号
町内全域が栃木MAの管轄となり、市外局番は「0282」。収容局は一部地域（後述）を除き以下のビルが該当し、市内局番は以下の通り。
- 岩舟局：54、55
- 小野寺局：57

下記地域は岩舟町外の収容局が管轄となる。
- 栃木大平局：43、44、45
  - 大字静戸の一部地域が該当。

## 交通

### 鉄道
- JR東日本
  - ■両毛線：岩舟駅
- 東武鉄道
  - ■日光線：静和駅

### 路線バス
- ふれあいバス
  - 藤岡線：田口自動車板金前 - 朝田屋食堂前 - 和泉駐在所前 - 川島商店前 - 金子商店前

### 道路
- 高速道路
  - 東北自動車道：（東京方面） - （7-2）岩舟JCT - （BS/CB）岩舟BS/CB - （福島方面）
  - 北関東自動車道：（関越道方面） - （7-1）岩舟JCT
- 一般国道
  - 国道50号（岩舟小山バイパス）
- 主要地方道
  - 栃木県道11号栃木藤岡線（藤岡街道）
  - 栃木県道36号岩舟小山線（旧・国道50号）
  - 栃木県道67号桐生岩舟線（旧・国道50号）
  - 栃木県道75号栃木佐野線
- 一般県道
  - 栃木県道130号静和停車場線
  - 栃木県道133号岩舟停車場線
  - 栃木県道160号和泉間々田線
  - 栃木県道168号静藤岡線（現・栃木市道）
  - 栃木県道282号中岩舟線（現・栃木県道282号中藤岡線）

## 名所・旧跡
- 岩船山
  - 岩船山高勝寺
  - 岩船山クリフステージ
- とちぎ花センター
- みかも山公園（三毳山）
- 観光農園みかも
- 高岡山高平寺
  - 別院誕生寺（円仁誕生の地[注釈 1]）
- 小野寺山大慈寺
- 村檜神社
- 小野小町の墓
- 小野寺城跡

## 出身人物
- 小野寺氏
  - 下野小野寺氏
    - 小野寺景綱
- 関口尚（作家）
- 相良行一（酒造業）[30]

酒造業の傍ら所得税調査委員、栃木県南早稲田校友会会長を務めた。